# Посьвентне (Томашовський повіт)
Посьвентне (пол. Poświętne) — село в Польщі, у гміні Іновлудз Томашовського повіту Лодзинського воєводства.
Населення — 86 осіб (2011).
У 1975-1998 роках село належало до Пйотрковського воєводства.

## Демографія
Демографічна структура станом на 31 березня 2011 року:
|          | Загалом | Допрацездатний вік | Працездатний вік | Постпрацездатний вік |
| -------- | ------- | ------------------ | ---------------- | -------------------- |
| Чоловіки | 38      | 5                  | 28               | 5                    |
| Жінки    | 48      | 12                 | 24               | 12                   |
| Разом    | 86      | 17                 | 52               | 17                   |